# Club Atlético River Plate 1983
Questa voce raccoglie le informazioni riguardanti il Club Atlético River Plate nelle competizioni ufficiali della stagione 1983.

## Stagione
Ancora una volta nel campionato argentino cambia la formula; stavolta sono creati, per il torneo Nacional, otto gruppi da tre squadre, che consentono l'accesso agli ottavi di finale. Il River di Varacka supera il proprio girone e anche gli ottavi, con una vittoria di misura contro il Vélez Sarsfield. L'Argentinos Juniors mette fine al cammino della squadra di Núñez con una vittoria per 1-0. In seguito ai pessimi risultati del campionato Metropolitano (penultimo posto in classifica), il tecnico Varacka viene esonerato e gli subentra Pando, che guida la squadra nel finale del torneo.

## Maglie e sponsor
Lo sponsor tecnico per la stagione 1983 è Olimpia
| Casa | Trasferta |

## Rosa
| N. |                      | Ruolo | Calciatore           |
| -- | -------------------- | ----- | -------------------- |
|    | Argentina (bandiera) | P     | Ubaldo Fillol        |
|    | Argentina (bandiera) | P     | Sergio Goycochea     |
|    | Argentina (bandiera) | P     | Gabriel Puentedura   |
|    | Argentina (bandiera) | D     | Rubén Coccimano      |
|    | Argentina (bandiera) | D     | Jorge Alberto García |
|    | Argentina (bandiera) | D     | Jorge Gordillo       |
|    | Argentina (bandiera) | D     | José Karabín         |
|    | Argentina (bandiera) | D     | Alejandro Montenegro |
|    | Argentina (bandiera) | D     | Eduardo Saporiti     |
|    | Argentina (bandiera) | D     | Alberto Tarantini    |
|    | Argentina (bandiera) | C     | Enzo Bulleri         |
|    | Argentina (bandiera) | C     | Claudio Cabrera      |
|    | Argentina (bandiera) | C     | Emilio Commisso      |
|    | Argentina (bandiera) | C     | David Dalla Libera   |

| N. |                      | Ruolo | Calciatore          |
| -- | -------------------- | ----- | ------------------- |
|    | Argentina (bandiera) | C     | Héctor Enrique      |
|    | Uruguay (bandiera)   | C     | Enzo Francescoli    |
|    | Argentina (bandiera) | C     | Américo Gallego     |
|    | Argentina (bandiera) | C     | Néstor Gorosito     |
|    | Argentina (bandiera) | C     | Reinaldo Merlo      |
|    | Argentina (bandiera) | C     | Fabio Nigro         |
|    | Argentina (bandiera) | C     | Julio Olarticoechea |
|    | Argentina (bandiera) | C     | Mauricio Trillo     |
|    | Argentina (bandiera) | C     | Pedro Troglio       |
|    | Uruguay (bandiera)   | A     | Alberto Bica        |
|    | Argentina (bandiera) | A     | Roque Erba          |
|    | Argentina (bandiera) | A     | Carlos Daniel Tapia |
|    | Argentina (bandiera) | A     | Víctor Trossero     |
|    | Argentina (bandiera) | A     | José Zuttión        |

## Statistiche

### Statistiche di squadra
| Competizione               | Punti | Totale | Totale | Totale | Totale | Totale | Totale | DR  |
| Competizione               | Punti | G      | V      | N      | P      | Gf     | Gs     | DR  |
| -------------------------- | ----- | ------ | ------ | ------ | ------ | ------ | ------ | --- |
| Campionato - Nacional      | 8     | 6      | 3      | 2      | 1      | 5      | 2      | +3  |
| Campionato - Metropolitano | 29    | 36     | 10     | 9      | 17     | 37     | 50     | -13 |
| Totale                     | -     |        |        |        |        |        |        | -   |